# Гагік Гагян
Гагік Симонович Гагя́н (вірм. Գագիկ Սիմոնի Գագյան; 21 січня 1950, Єреван) — вірменський державний і політичний діяч, радник керівника апарату уряду Республіки Вірменія.

## Освіта
- 1967—1973 роки навчався на механіко-математичному факультеті Єреванського державного університету.

## Трудова діяльність
- 1973—1974 роки — працював інженером в Єреванському оптико-механічному науково-виробничому об'єднанні «Астро».
- 1994—1996 роки — член Державного комітету з приватизації та роздержавлення.
- 1996—1999 роки — головний спеціаліст соціально-економічної експертної служби Управління справами Президента Республіки Вірменія.
- 1999—2000 роки — начальник відділу підготовки до приватизації Міністерства приватизації Вірменії.
- 2000—2003 роки — начальник Головного управління приватизації Міністерства управління державним майном Вірменії.
- 2003—2004 роки — начальник відділу приватизації Департаменту управління державним майном при Уряді Республіки Вірменія.
- 6 квітня 2004 року рішенням прем'єр-міністра Республіки Вірменія призначений керівником апарату уряду Республіки Вірменія — заступником міністра[1].
- У 2007 році рішенням прем'єр-міністра призначений керівником апарату уряду — заступником міністра[2].
- 26 травня 2008 року рішенням прем'єр-міністра Республіки Вірменія звільнений з посади керівника апарату уряду — заступника міністра[3].
- 15 липня 2008 року за результатами конкурсу на державну службу рішенням Прем'єр-міністра Республіки Вірменія призначений на посаду заступника керівника апарату уряду Республіки Вірменія[4].
- 14 жовтня 2013 року рішенням прем'єр-міністра Республіки Вірменія звільнений з посади заступника керівника апарату уряду Республіки Вірменія у зв'язку з переходом на іншу роботу[5].
- З 2014 року — радник керівника апарату уряду РА — міністра. У 2016 році був звільнений з посади.

Депутат Національних зборів Вірменії 3-го скликання.

## Наукова діяльність
З 1974 по 1988 роки працював у Вірменському державному інженерному університеті на різних посадах. Кандидат технічних наук, доцент, автор 29 наукових праць та винаходів.